# Hockeyettan
Die Hockeyettan, bis 2014 Division 1, ist seit der Saison 1999/2000 die dritthöchste Eishockeyliga in Schweden. Zuvor war sie von 1944 bis 1975 zunächst die höchste Spielklasse, ehe sie von der Elitserien abgelöst wurde. Anschließend war die Liga von 1975 bis 1999 die zweithöchste Spielklasse und wurde 1999 durch die HockeyAllsvenskan ersetzt.
Die Hockeyettan AB wurde am 19. August 2012 von den damals 56 Clubs der Division 1 als Ligaorganisation gegründet und hat pro Saison etwa 600.000 Zuschauer in ganz Schweden. 2014 wurde der Name der Spielklasse offiziell von Division 1 in Hockeyettan geändert.

## Modus
Die Liga ist in vier regionale Gruppen aufgeteilt. Im Anschluss an die Hauptrunde werden Playoffs durchgeführt, deren vier bestplatzierte Mannschaften sich für die Kvalserien um den Aufstieg in die HockeyAllsvenskan qualifizieren. Eventuelle Absteiger aus der Hockeyettan steigen in die Hockeytvåan ab.

## Teilnehmer 2025/26
| Gruppe Nord | Gruppe Süd |
| --- | --- |
| Bodens HF Borlänge HF Clemensnäs HC Enköpings SK Falu IF Forshaga IF Hudiksvalls HC IF Sundsvall Hockey Kalix HC Kiruna IF Lindlövens IF Norrtälje IK Örnsköldsvik HF Piteå HC Sollentuna HC Strömsbro IF Surahammars IF Vallentuna Hockey Väsby IK Wings HC Arlanda | Borås HC Grästorps IK Grums IK Halmstad Hammers HC Dalen HC Vita Hästen Huddinge IK Järfälla HC Karlskrona HK Kungälvs IK Mariestad BoIS Mjölby HC Mörrums GoIS Nyköpings SK Tingsryds AIF Tranås AIF Tyresö/Hanviken Tyringe SoSS Västerviks IK Visby-Roma HK |